# Le Mariage de Kretchinski (film)
Pour l’article homonyme, voir Le Mariage de Kretchinski.
Pour plus de détails, voir Fiche technique et Distribution.
Le Mariage de Kretchinski (Свадьба Кречинского, Svadba Krechinskogo) est un film russo réalisé par Alexandre Drankov, sorti en 1908.

## Fiche technique
- Photographie : Alexandre Drankov, Nikolaï Koslovski